# Fulica ardesiaca
Fulica ardesiaca là một loài chim trong họ Rallidae.

## Hình ảnh

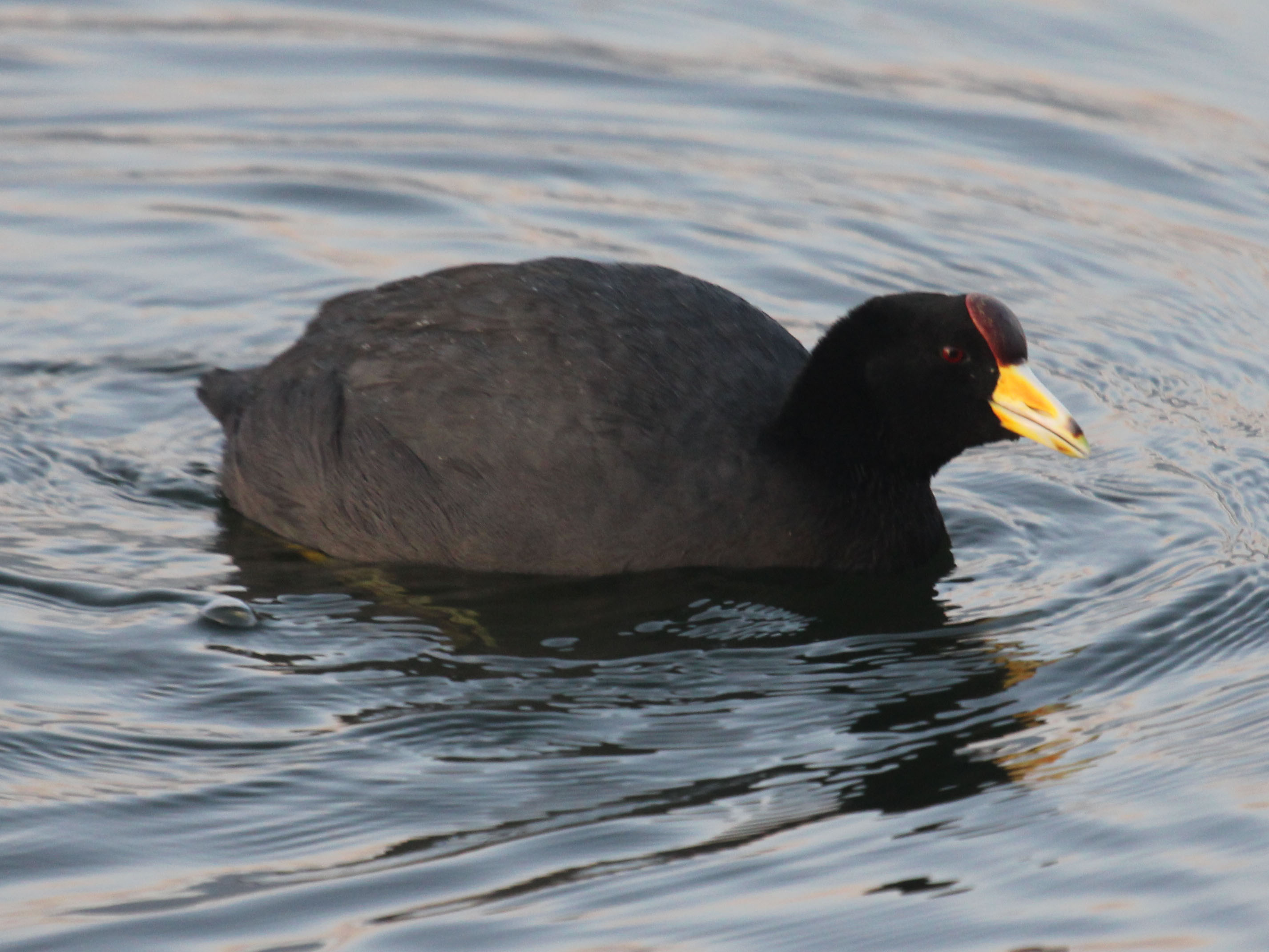
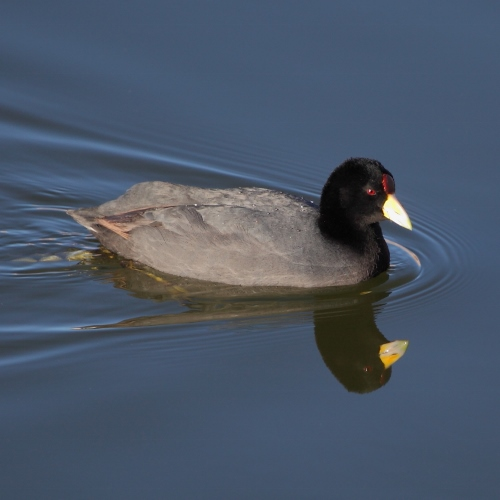
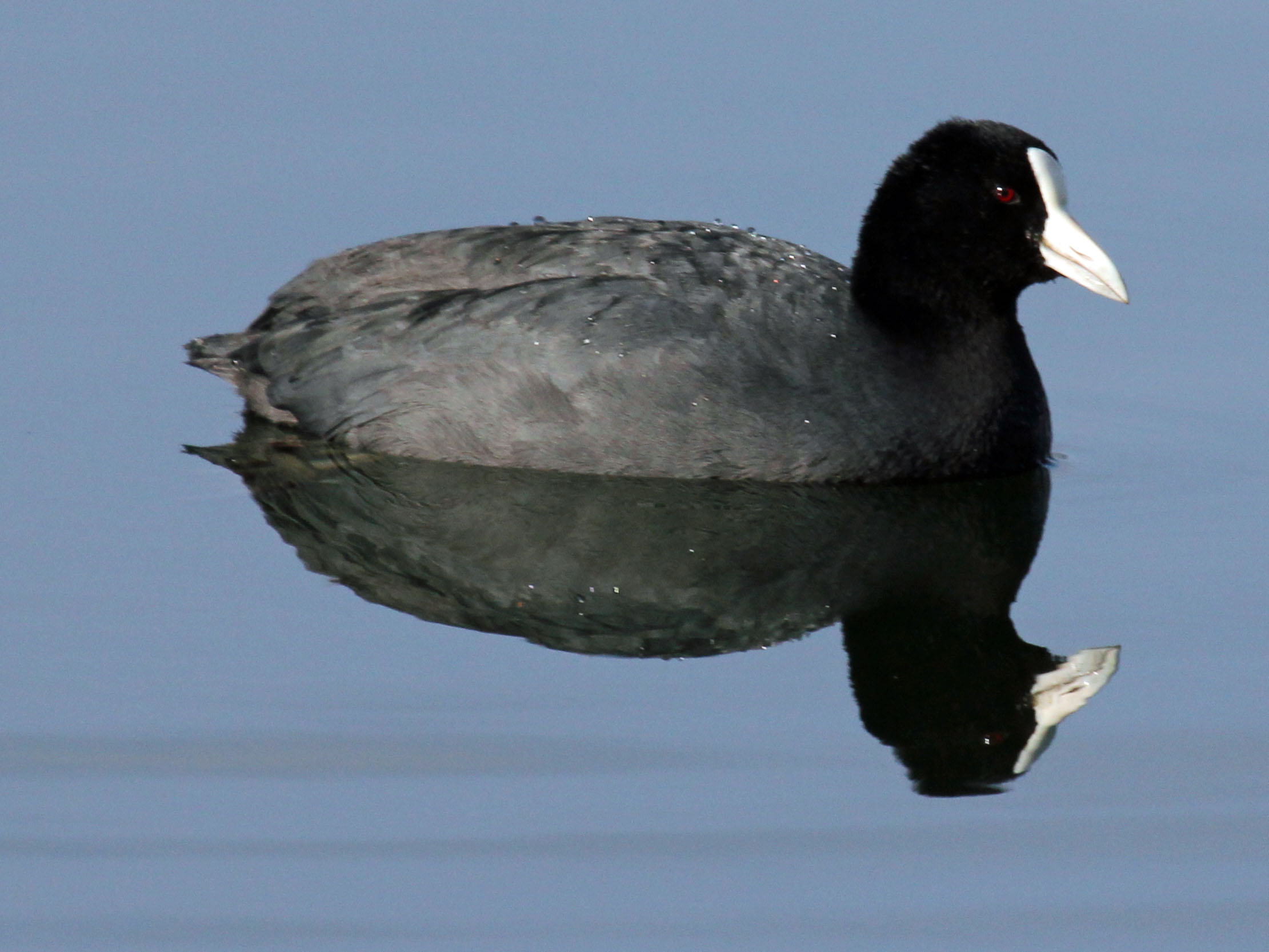
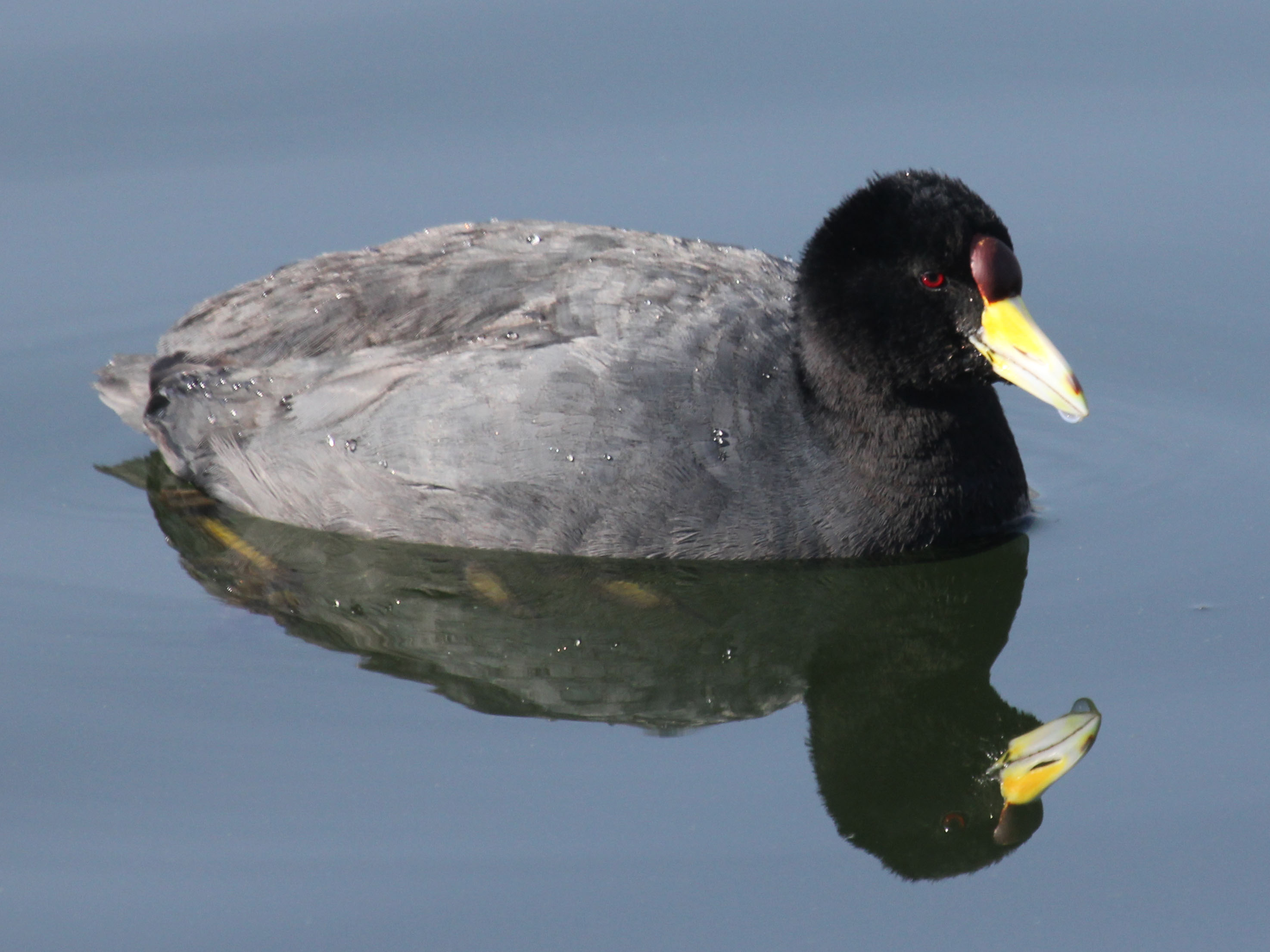